# Abla Alaoui
Abla Alaoui (* 30. September 1990) ist eine deutsch-marokkanische Musicaldarstellerin, Schauspielerin, Sängerin und Autorin.

## Leben
Abla Alaoui wuchs mit ihrer großen Schwester bei ihrer Mutter in der Nähe von Frankfurt am Main im Hochtaunuskreis auf. Sie besuchte die Altkönigschule in Kronberg und schloss nebenbei eine Teilzeitausbildung zur Musicaldarstellerin an der Academy of Stage Arts ab. Im Zuge dieser Ausbildung stand sie als Hauptrolle in semi-professionellen Produktionen von Tanz der Vampire und Chicago auf der Bühne. Seit 2013 ist sie auf deutschsprachigen Musicalbühnen unterwegs.

## Künstlerischer Werdegang
Im Jahre 2010 erreichte sie die allgemeine Hochschulreife und bekam kurz darauf ein Stipendium an der Joop van den Ende Academy (Hamburg). Noch vor Ende ihrer Ausbildungszeit wurde ihr im Jahr 2013 die Rolle der Mary Robert im Musical Sister Act angeboten und sie begann ihr Berufsleben im Stage Entertainments Metronom Theater in Oberhausen. Neben ihrer Arbeit auf der Bühne absolvierte Abla Alaoui 2014 erfolgreich die Ausbildung als staatlich anerkannte Musicaldarstellerin.
Es folgte ein Engagement für die Europapremiere von Frank Wildhorns Bonnie and Clyde, wo sie die Rolle der Bonnie Parker spielte. Daraufhin sah man sie für die Vereinigten Bühnen Wien in Mozart! unter anderem als Nannerl. Anschließend war Alaoui als Betty Schaefer in Sunset Boulevard bei den Frankenfestspiele Röttingen zu sehen. Danach war sie am Theater des Westens zu finden, wo sie in der Tourproduktion von Sister Act nochmals für die Rolle der Mary Robert engagiert worden war. Während ihrer Zeit auf Tour war Alaoui auch im Stadttheater Bielefeld zu sehen, wo sie als Trix in einigen Vorstellungen des Stückes Drowsy Chaperone gastierte. Danach spielte sie unter anderem in Wien die Rolle der Sarah in Tanz der Vampire und unterstützte die Jesus-Christ-Superstar-Produktion zu Ostern. Es folgte für sie die Rolle der Lisa mit alternierender Sophie in der Deutschland-, Österreich- und Schweiz-Tour von Mamma Mia!. Als Jenny wirkte sie bei der österreichischen Erstaufführung von Webbers Aspects of Love in Wien mit. Daraufhin übernahm sie die Rolle der Charlotte Buff in der Uraufführung des Musicals Goethe!. Im Jahr 2021 begann sie mit den Proben für Miss Saigon im Raimund Theater, wo sie die Rolle der Ellen übernahm. Als erste Darstellerin im deutschsprachigen Raum konnte man Abla Alaoui in der Neuinszenierung des Musicals Elisabeth als Junge Elisabeth in konzertanter Version im Schlosshof Schönbrunn erleben. Ein Mitschnitt der Premiere wurde in Österreich und Japan ausgestrahlt. Von Oktober 2022 bis Juni 2023 war Abla als Esmeralda in Disneys Der Glöckner von Notre Dame im Ronacher Theater zu sehen. Von Oktober 2023 bis September 2024 spielte sie die Rolle der Anna in Die Eiskönigin – Das Musical am Theater an der Elbe in Hamburg, die sie auch von November 2024 bis Juli 2025 im Stage Apollo Theater in Stuttgart spielte.
2019 gab Abla Alaoui erstmals zwei ausverkaufte Solokonzerte mit dem Titel Ein Abend mit Abla Alaoui in der Theatercouch Wien und ein weiteres ausverkauftes Konzert mit dem Titel Abla & Friends im Local mit verschiedenen Gästen, wie Peter Lewys Preston, Jana Werner, Milica Jovanović und Katja Berg.
2025 war sie Teil der DISNEY IN CONCERT – Follow your Dreams Tour und performte gemeinsam mit Alexander Klaws, Sabrina Weckerlin, Gonzalo C. López, Chasity Crisp und Elindo Avistia und begleitet vom Hollywood-Sound-Orchestra verschiedene Songs aus den Disney-Filmen. Die Tour führte durch Deutschland, Österreich und Schweiz und wurde von Daniel Boschmann moderiert.

## Vor der Kamera
Neben ihrer Arbeit auf der Bühne stand Abla Alaoui auch vor der Kamera. 2014 spielte sie die Bedienung im Buchtrailer von Jens Eisels Hafenlichter. Im selben Jahr veröffentlichte Stage Entertainment vier TV-Werbefilme, in denen Abla Alaoui in ihrer Rolle als Schwester Mary Robert zu sehen war. Im Jahr 2015 wirkte sie in der Rolle der Aleyna in der dreiteiligen Kurzfilmreihe Dass ich dich liebe für das Filmhaus Bielefeld mit. Im Jahr 2020 war sie auf Werbeplakaten für Kaufland, Rewe und Coop zu sehen. In einem Imagefilm für ETAS blickt sie in die Zukunft der Digitalisierung und für den Imagefilm der Videojournalisten Berlin arbeitete sie als Moderatorin vor einem Green Screen. 2021 drehte sie für Shining Film Production unter der Regie von Marco Kotzlowski für den Spielfilm Elbkartell. In der vierten Staffel von SOKO Hamburg ist sie in der Episode Schlangengrube in der Rolle der Ann-Kathrin Rosberg zu sehen. Regie führte Ole Zapatka. Für das deutsche Energieversorgungsunternehmen Lichtblick drehte sie unter der Regie von Malte Goy einen Werbespot in der Rolle der Traurednerin

## Rollen im Theater
- 2013–2015: Mary Robert in: Sister Act – Metronom Theater (Oberhausen)
- 2014–2015: Bonnie Parker in: Bonnie & Clyde – Theater Bielefeld
- 2015–2016: Cover Nannerl in Mozart! – Raimundtheater (Wien)
- 2016: Betty Schaefer in: Sunset Boulevard – Frankenfestspiele Röttingen
- 2016–2017: Trix in: The Drowsy Chaperone (Hochzeit mit Hindernissen) – Theater Bielefeld
- 2016–2017: Mary Robert in: Sister Act – Theater des Westens, Deutsches Theater München, Rhein-Main-Theater
- 2018: Konzertant in: Jesus Christ Superstar – Ronacher Theater (Wien)
- 2017–2018: Cover Sarah in: Tanz der Vampire – Ronacher Theater (Wien)
- 2018–2019:  Lisa / Alternierend Sophie in: Mamma Mia! – Deutschland-/ Österreich-/ Schweiz-Tour
- 2020: Jenny in: Aspects of Love – The Musical Showroom (Wien)
- 2021: Lotte in: Goethe! Das Musical – 70. Bad Hersfelder Festspiele
- 2021–2022: Ellen in: Miss Saigon – Raimundtheater (Wien)
- 2022–2023: junge Elisabeth in: Elisabeth (konzertante Aufführung in Schönbrunn/Wien)
- 2022–2023: Esmeralda in: Der Glöckner von Notre Dame - Ronacher (Wien)
- Okt. 2023–Sep. 2024: Anna in: Die Eiskönigin – Das Musical (Hamburg)
- Nov. 2024–Jul. 2025: Anna in: Die Eiskönigin – Das Musical (Stuttgart)
- Ab Sep. 2025: Anita in: West Side Story (Wien)